# Steinreihen von Cabragh
Die Steinreihen von Cabragh (irisch An Chabrach) liegen nördlich von Clondrohid zwischen Millstreet und Macroom an der Straße nach Carrigonirtane (Carraig an Fheartáin, Standort einer weiteren Reihe aus 3 Steinen) oberhalb des River Foherish im County Cork in Irland.

## Steinreihe Cabragh Süd
Etwa 150 m östlich des Fahrweges steht die etwa 9,0 Meter lange Reihe leicht schräg stehender Steine von Cabragh Süd, bestehend aus 6 Steinen, von denen einer nicht mehr ganz aufrecht steht und ein anderer, 2,75 m lang, am Boden liegt. Der größte noch stehende Stein ist 1,8 m hoch.

## Steinreihe Cabragh Nord
Ein paar hundert Meter nördlich liegt Cabragh Nord. Es ist eine Reihe aus vier der Größe nach absteigenden, etwa 3,3 - 2,75 - 2,4 und 2,1 m hohen, auf der Oberseite gerillten Steinen, die im Abstand von etwa einem Meter am Rande eines axialen Steinkreises stehen. Weitere Steinkreise befinden sich in der Nähe. Etwa 90 m entfernt, auf der gleichen Achse steht ein fünfter, knapp 1,5 m hoher Stein.
Nördlich der zweiten Steinreihe steht, weiter den Berg hinauf, eine dritte, kleinere Reihe, die ebenfalls als Cabragh Nord bezeichnet wird.
Im nahen Townland Clashmaguire (Clais Mhig Uidhir) steht ein Steinpaar, das gemäß Isobel Smith in die Kategorie der „männlich-und-weiblich“ (spitz und flach) Paare zu passen scheint.